# Норт Вернон (Индијана)
Норт Вернон (енгл. North Vernon) град је у америчкој савезној држави Индијана.

## Демографија
По попису из 2010. године број становника је 6.728, што је 213 (3,3%) становника више него 2000. године.
| Група             | 2000.         | 2010.         |
| Белци             | 6.246 (95,9%) | 6.326 (94,0%) |
| Афроамериканци    | 97 (1,5%)     | 104 (1,5%)    |
| Азијати           | 26 (0,4%)     | 28 (0,4%)     |
| Хиспаноамериканци | 68 (1,0%)     | 162 (2,4%)    |
| Укупно            | 6.515         | 6.728         |